# Kameanka, Novomîrhorod
Kameanka (în ucraineană Кам`янка) este o comună în raionul Novomîrhorod, regiunea Kirovohrad, Ucraina, formată numai din satul de reședință.

## Demografie
Componența lingvistică a comunei Kameanka
     Ucraineană (94,12%)
     Rusă (3,48%)
     Română (1,2%)
Conform recensământului din 2001, majoritatea populației comunei Kameanka era vorbitoare de ucraineană (94,12%), existând în minoritate și vorbitori de rusă (3,48%) și română (1,2%).